# Bordj El Kiffan
Bordj El Kiffan là một đô thị thuộc tỉnh Alger, Algérie. Dân số thời điểm năm 2002 là 103.69 người.